# Ficus fraseri
Ficus fraseri är en mullbärsväxtart som beskrevs av Friedrich Anton Wilhelm Miquel. Ficus fraseri ingår i släktet fikonsläktet, och familjen mullbärsväxter. Inga underarter finns listade i Catalogue of Life.

## Bildgalleri

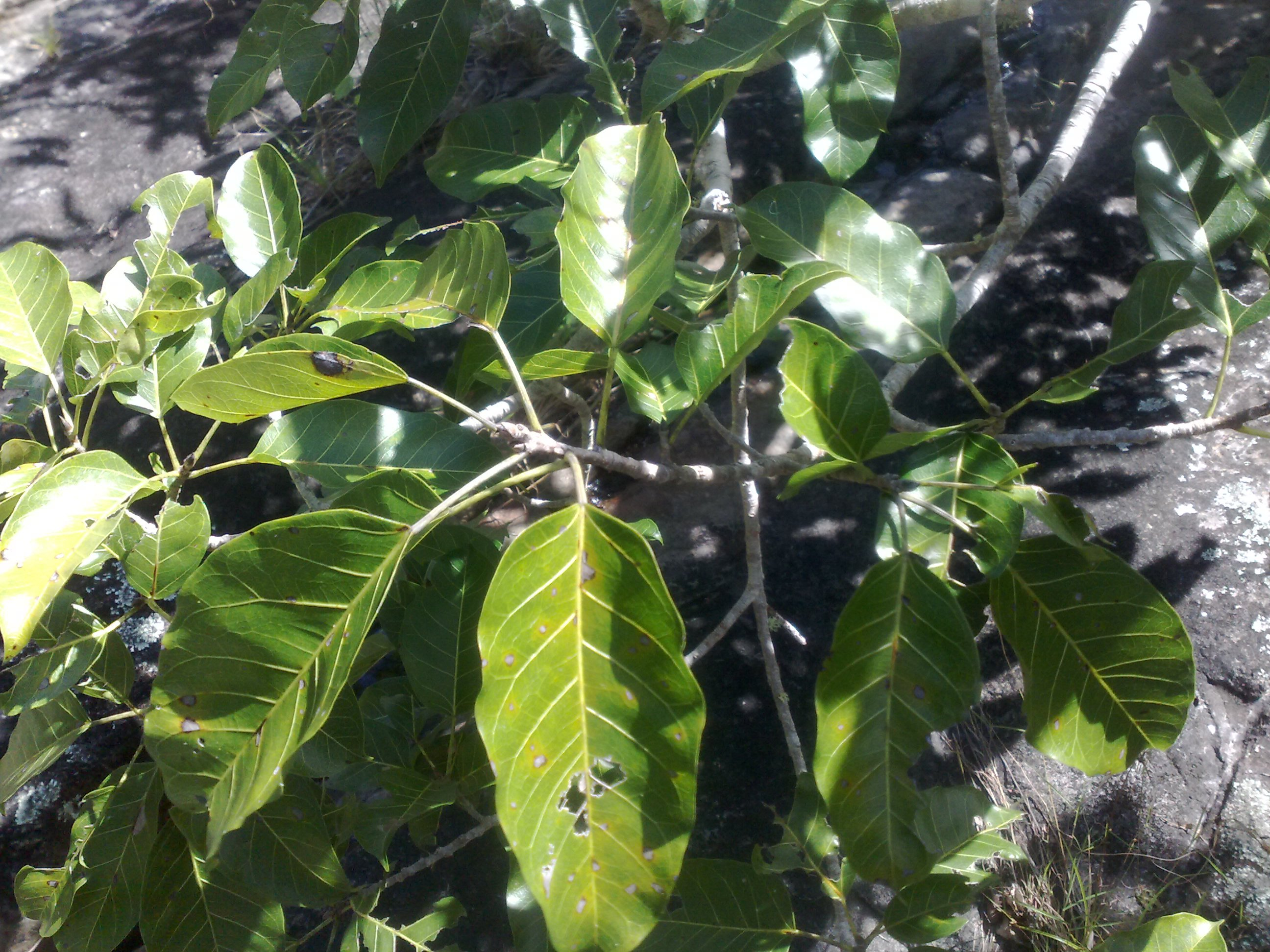
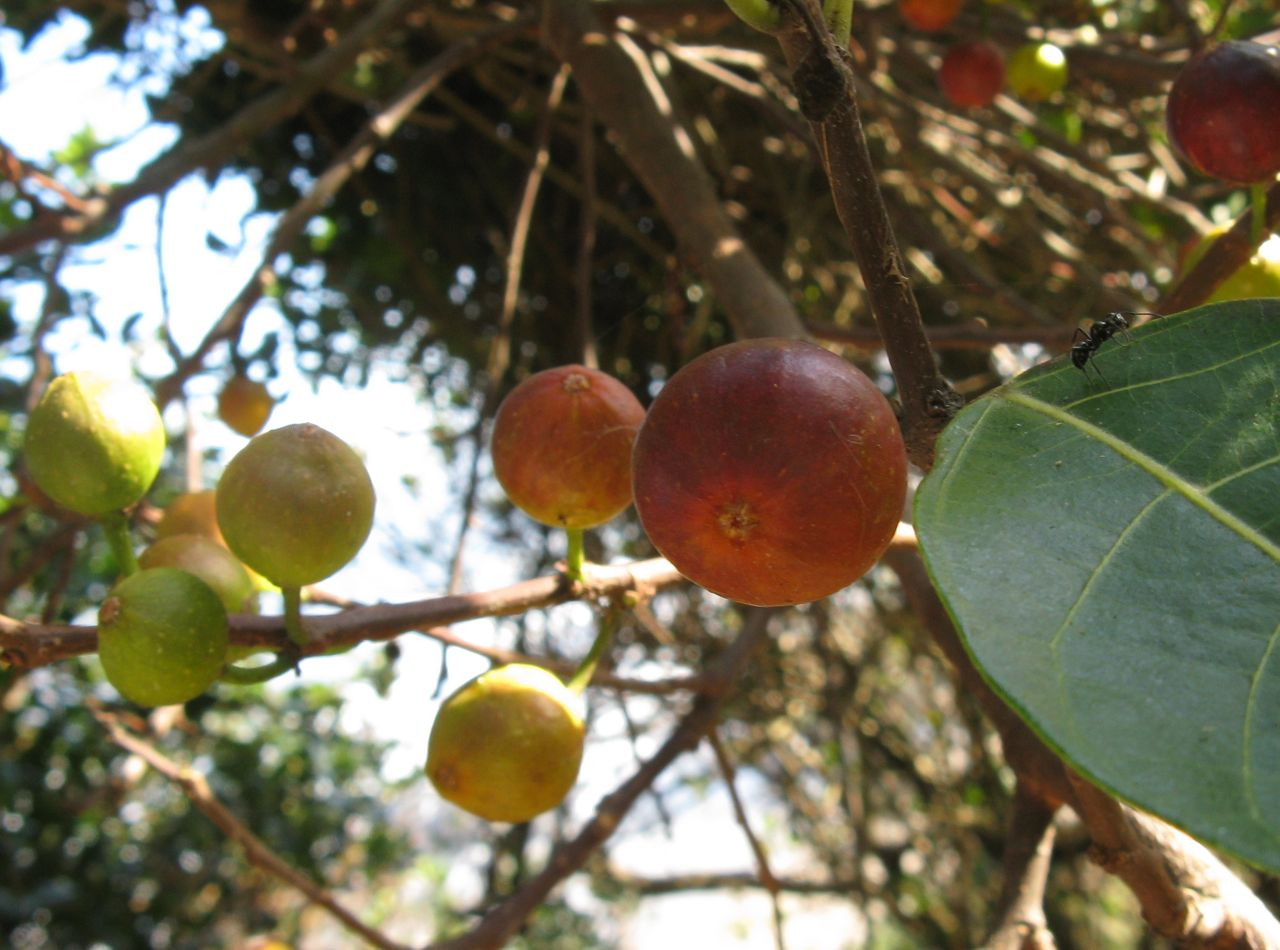
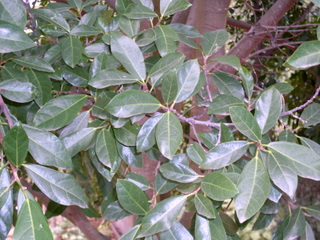